# Charles Drew
Pour les articles homonymes, voir Drew.
Charles Richard Drew, né le 3 juin 1904 dans le ghetto de Washington D.C. et mort à Burlington en Caroline du Nord le 1er avril 1950, est un chirurgien et chercheur américain.
Il se consacra à la transfusion sanguine, où il perfectionna les techniques de conservation du sang, et planifia l'organisation de la première banque du sang à grande échelle au début de la Seconde Guerre mondiale. Grâce à lui, les médecins britanniques puis ceux des forces alliées parvinrent ainsi à sauver des milliers de vies. Toutefois, la primauté de ses recherches sur la conservation des dons de sang est controversée. En tant que l'un des médecins afro-américains les plus célèbres de son temps, Drew protesta contre les mesures ségrégationnistes (prises début 1942 par la Croix-Rouge américaine sous la pression des militaires), relatives au don du sang, remarquant qu'elles n’avaient aucun fondement scientifique,.

## Biographie

### Formation universitaire
Ses résultats en athlétisme lui valurent une bourse pour étudier à Amherst College, dans le Massachusetts, dont il sortit diplômé en 1926. Admiré pour ses succès au football américain, Charles Drew fut admis à la confrérie Omega Psi Phi d’Amherst. Puis il fréquenta la faculté de médecine de l'Université McGill à Montréal, et fut reçu M.D. en 1933, tout en obtenant un mastère en chirurgie, classé 2e sur les 127 étudiants que comptait sa promotion.

### Le programme «Blood Plasma for Great Britain»
Fin 1940, alors que la bataille d'Angleterre faisait rage (les États-Unis n’étaient pas alors encore en guerre), et que lui-même venait juste de passer son doctorat, Charles Drew fut recruté à New York par John Scudder pour superviser un programme de collecte de plasma sanguin à grande échelle, Blood for Britain, destiné à la Grande-Bretagne.
Charles Drew créa un centre pour accueillir les donneurs de sang, s'assurant pour éviter toute contamination que :
1. tous les échantillons seraient testés avant conditionnement et expédition Outre-atlantique,
2. et que seul un personnel qualifié était affecté aux opérations de conditionnement.

En l'espace de cinq mois, ce programme Blood for Britain fut un succès complet, avec environ 15 000 donneurs et plus de 5 500 fioles de plasma récoltées. Le Blood Transfusion Betterment Association salua le travail du Dr Drew, qui aboutit à la création de la première banque du sang de la Croix-Rouge américaine. Après la prise en charge du programme, il devint directeur médical de la banque de sang, qui transformait les prélèvements en plasma séché. A la fin 1941 (soit au moment de l'entrée en guerre des États-Unis), l'Armée demanda d'exclure les donneurs noirs du programme national de transfusion sanguine, puis demandera que les fioles soient distinguées selon la couleur de peau du donneur.
Devenu chef de clinique, l’American Board of Surgery lui demanda en 1943 d’être examinateur, une première pour un noir américain.

### Mort

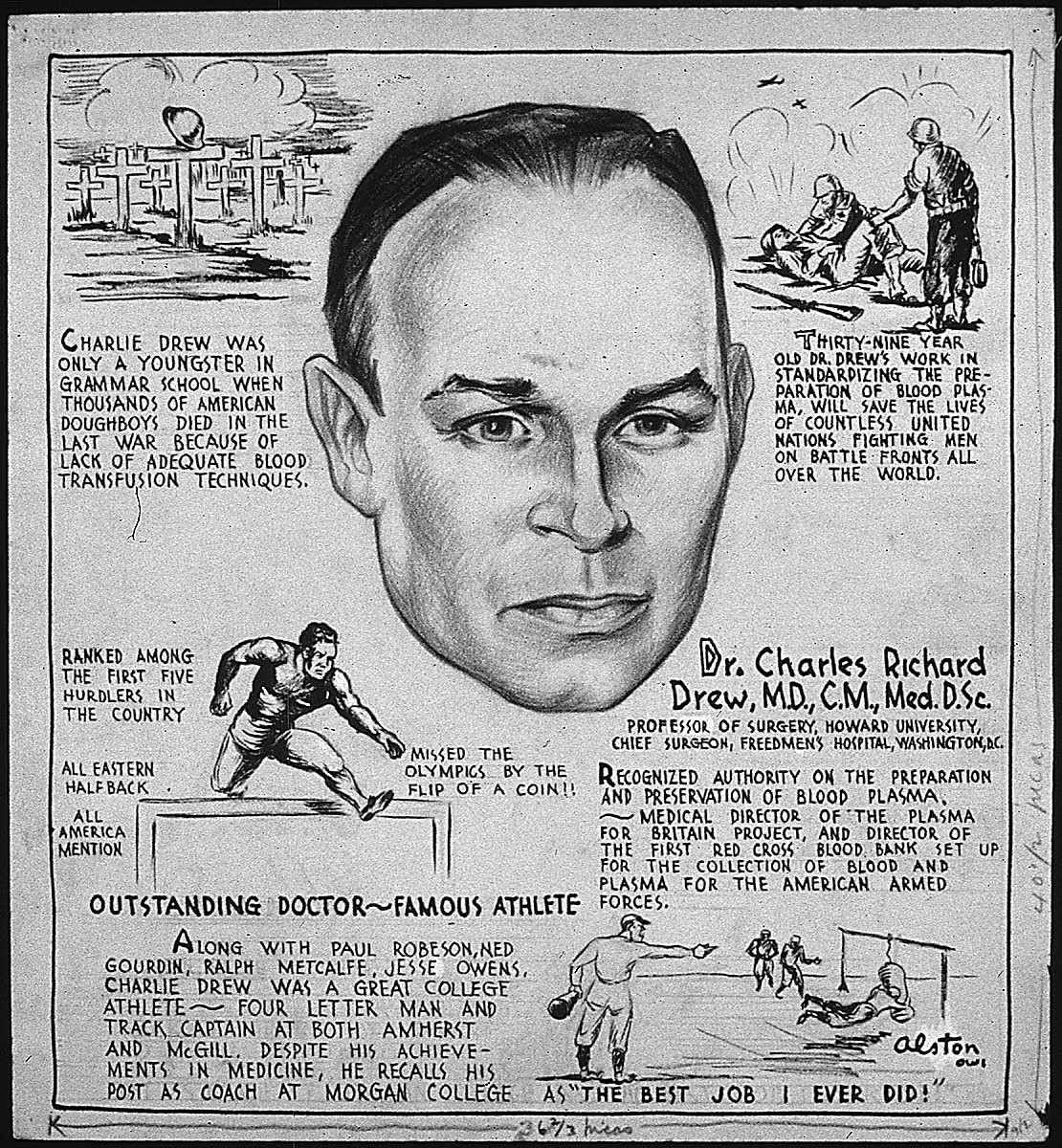
Bande dessinée de Charles Alston sur la vie du Dr Drew (source : National U.S. Archives).

Depuis 1939, Charles Drew participait aux gardes de l’hôpital gratuit John A. Andrew de Tuskegee (Alabama). Pour leur participation annuelle de 1950, Drew avec trois autres médecins noirs décidèrent de faire le trajet en voiture plutôt que de prendre l’avion. Il était environ 8h00 du matin ce 1er avril 1950 lorsque le Dr Drew, sans doute encore fatigué par une opération qu'il avait réalisée la veille, perdit le contrôle du véhicule. Après être partie dans un champ, la voiture fit trois tonneaux. Les trois passagers ne furent que légèrement blessés, mais Drew, qui était au volant, dut être desincarcéré, son pied ayant été écrasé sous une pédale. Lorsque les secours parvinrent à l’extraire, il était dans le coma. On l’emmena à l’hôpital Alamance de Burlington (Caroline du Nord), et son décès fut constaté une heure après la première intervention chirurgicale. Ses funérailles eurent lieu le 5 avril 1950, dans l'église baptiste de la XIXe rue à Washington, D.C..
Une rumeur persistante (entretenue par un épisode de la série télévisée M*A*S*H et un roman de Philip Roth, La Tache) propage l’idée que Drew serait mort à l’hôpital faute de soins (et, comble du sort, d'une hémorragie) par incapacité, voire racisme, du personnel médical. Toutefois, cette rumeur est dénuée de fondements. Comme l’a indiqué l’une des victimes de l’accident, le Dr John Ford : « Nous avons tous reçu les meilleurs soins. Les médecins nous ont pris en charge immédiatement... [Drew] souffrait d’un syndrome de la veine cave supérieure : le sang venant du cerveau et des bras était bloqué par un caillot ; une transfusion l’aurait tué. Les efforts les plus désespérés auraient été impuissants à le sauver. Je peux dire en toute sincérité que rien n’a été épargné pour lui sauver la vie et, contrairement à la légende, le fait qu’il était un Noir n’a en aucune façon joué sur les soins qui lui étaient administrés. »

## Vie privée
Il épousa Minie Nelore Robbins, professeur d’économie domestique au Spelman College, qui lui donna trois filles et un fils. Sa fille, Charlene Drew Jarvis, fut présidente de la Southeastern University à Washington D.C. de 1996 à 2009.

## Postérité
- En 1981, l’United States Postal Service a dédié un timbre poste de 35 ¢ à son effigie pour la série Great Americans.
- Le pont Charles R. Drew de Brookland (Washington, D.C.)[11]
- USNS Charles Drew (T-AKE-10), un cargo de la Marine américaine
- Le parc Charles-Drew, dans Le Sud-Ouest de Montréal, Québec
- En 2002, un chercheur, Molefi Kete Asante, citait Drew comme l'un des 100 plus illustres Afro-américains[12].

De multiples écoles et dispensaires américains ont été baptisés en hommage au Dr Drew.